# Rita Indiana
Rita Indiana Hernández Sánchez (Santo Domingo, República Dominicana, 11 de junho de 1977) é uma escritora, compositora e cantora queer  dominicana. 
A sua produção literária e musical abrange temas de interesse social como a violência contras as mulheres e pessoas queer e o anticolonialismo. 

## Biografia
Nasceu em Santo Domingo em 11 de junho de 1977. Foi chamada Rita Indiana em homenagem à sua bisavó Rita Indiana do Castillo e Rodríguez-Objío. Nascida em uma família conservadora, é sobrinha da soprano Ivonne Haza do Castelo, tataraneta do poeta e prócer da Guerra da Restauração Manuel Rodríguez Objío e prima-segunda do jornalista Oscar Haza e do político Víctor Bisonó Haza. No entanto, em várias ocasiões tem-se distanciado das posições políticas conservadoras de sua família.
Rita Indiana frequentou o Colégio Calasanz por 14 anos. Após concluir os estudos escolares, ingressou na Universidade Autonoma de Santo Domingo, onde estudou História da Arte. No entanto, abandonou o curso um ano depois de ter sido admitida. Posteriormente, frequentou a Escola de Design Altos de Chavón, mas novamente interrompeu os estudos para dedicar-se à carreira literária.
Após viver alguns anos em Nova Iorque, mudou-se para Porto Rico em 2021.
Em 2011, foi reconhecida pelo jornal espanhol El País a como uma das 100 personalidades do mundo latino-americano.

## Carreira literária
Começou sua carreira publicando poesia na revista Vetas, para depois passar ao campo da narrativa. Seu primeiro livro foi Rumiantes (1998), um revelador conjunto de contos com toques pós-modernos sobre a vida cotidiana em uma ilha. Seu lançamento como escritora, no entanto, aconteceu com os romances. Em 2000, publicou La estrategia de Chochueca e, em 2005, Papi, no qual a criação literária se alimenta dos giros coloquiais da língua dominicana marginal e popular, a partir da voz de uma menina.
Em 2017 recebeu o Grande Prémio de Literatura da Associação de Escritores do Caribe pelo seu romance La mucama de Omicunlé. Foi a primeira obra em espanhol a ser reconhecida com este galardão, no qual também concorrem romances em inglês e francês.
As suas obras foram traduzidas para o italiano, o alemão e o inglês.

## Carreira musical
Em 2008, fundou a banda Rita Indiana y Los Misterios, que explora a música popular dominicana por meio de uma reinvenção do merengue em formato dançante, com composições e interpretações próprias.  Com sua banda, Rita apresentou-se no célebre S.O.B.'s da cidade de Nova Iorque.
Produziu o single Altar Epandex, em duo com Miti Miti, após descobrir sua aptidão para criar batidas de eletro-merengue utilizando softwares de produção musical. O single foi muito bem recebido e escolhido pelo Daily News de Nova Iorque como uma das cinco “jóias indie” de 2008.
Algumas das suas canções foram interpretadas por importantes intérpretes da música latino-americana, como Julieta Venegas e Calle 13.

## Cinema
Indiana interpretou o papel de Señora Dios no filme Mosh (2019), dirigido por Juan Antonio Bisonó. Seu romance Papi (2005) foi adaptado para o cinema no longa-metragem Papi (2020), dirigido por Noelia Quintero, no qual Indiana atuou como co-produtora, compositora e também interpretou a personagem Muerta.

## Livros publicados

### Contos
- 1998 - Rumiantes, Edição de autor, Santo Domingo
- 2001 - Ciencia Succión, Amigo del hogar, Santo Domingo
- 2017 - Cuentos y Poemas (1998-2003), Edições Cielonaranja, Santo Domingo
- 2021 - Los trajes, Edições Cielonaranja, Santo Domingo

### Novela
- 2010 - La estrategia de Chochueca, Riann, Santo Domingo
- 2011 - Papi, Vértigo, 2005; Periférica
- 2013 - Nombres y animales, Periférica
- 2015 - La mucama de Omicunlé, Periférica
- 2018 - Hecho en Saturno, Periférica
- 2024 - Asmodeo, Periférica

### Sobre Rita Indiana
- 2017 - Archivos de Rita Indiana, Fernanda Bustamante Escalona, editora, Ediciones Cielonaranja, Santo Domingo

## Discografia
- Demos (2009)
- El juidero (2010) [21][22]
- Mandinga Times (2020) [23]